# Georg Bodenhausen

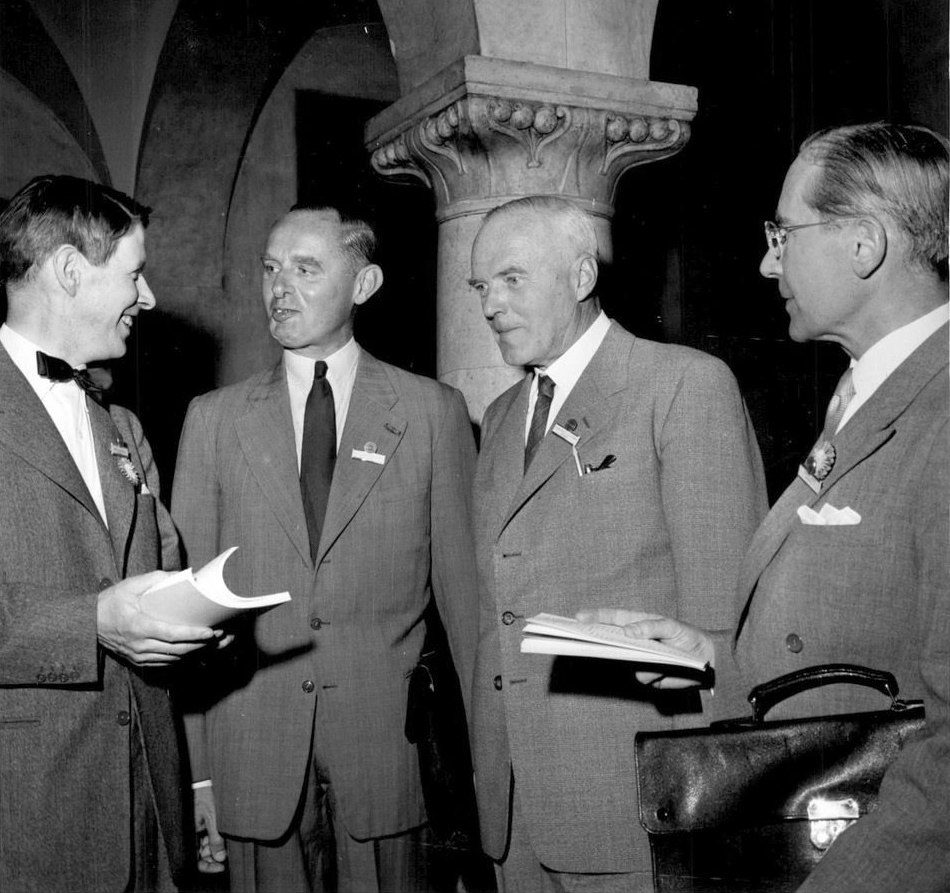
vlnr Seve Ljungman, Georg Bodenhausen, Christian von Sydow (AIPPI-congress, 1958)

Georg Hendrik Christiaan Bodenhausen (Utrecht, 11 juli 1905 – Lausanne, 1 oktober 1997) was een Nederlands ambtenaar. Hij was directeur van het United International Bureaux for the Protection of Intellectual Property (BIRPI), van 1963 tot 1970 en de eerste directeur-generaal van de World Intellectual Property Organization (WIPO) van 1970 tot 1973 en van 1969 tot 1973 de eerste secretaris-generaal van de International Union for the Protection of New Varieties of Plants.
Vanaf 1946 tot en met 1963 was hij hoogleraar rechten aan de Universiteit Utrecht.
In de jaren 1950 was hij als merkenrechtadvocaat betrokken bij de strijd om het gebruik van de aanduiding Cognac voor de Nederlandse versie van die drank, die uiteindelijk Vieux genoemd moest worden.
- Gemeinsame Normdatei: 172006317
- International Standard Name Identifier: 0000 0001 1759 4122
- Library of Congress Control Number: n86871110
- Bibliotheek van het Japanse parlement: 00433670
- Nederlandse Thesaurus van Auteursnamen: 068180764
- Système universitaire de documentation: 098260359
- Virtual International Authority File: 39907901
- WorldCat: E39PBJt3VYjcCTW7PFy7vfcQMP